# كارلوس أكابو مارتينيز
كارلوس أكابو مارتينيز (بالإسبانية: Carlos Akapo) (12 مارس 1993 بإلش في إسبانيا - ) هو لاعب كرة قدم إسباني في مركز الدفاع. شارك مع منتخب غينيا الاستوائية لكرة القدم. أما مع النوادي، فقد لعب مع نومانسيا وHuracán Valencia CF ‏ وفالنسيا ميستايا.

## وصلات خارجية
- كارلوس أكابو مارتينيز على موقع الاتحاد الدولي (مؤرشف)  (الإنجليزية)
- كارلوس أكابو مارتينيز على موقع الدوري الأمريكي (الإنجليزية)
- كارلوس أكابو مارتينيز على موقع إي إس بي إن إف سي (الإنجليزية)
- كارلوس أكابو مارتينيز على موقع قاعدة بيانات كرة القدم.إي يو (الإنجليزية)
- كارلوس أكابو مارتينيز على موقع ليكيب (الفرنسية)
- كارلوس أكابو مارتينيز على موقع ناشيونال فوتبول تيمز (الإنجليزية)
- كارلوس أكابو مارتينيز على موقع Soccerbase.com (لاعب) (الإنجليزية)
- كارلوس أكابو مارتينيز على موقع Soccerway.com (الإنجليزية)
- كارلوس أكابو مارتينيز على موقع عالم كرة القدم.نت (الإنجليزية)
- كارلوس أكابو مارتينيز على موقع AS.com (الإسبانية)